# Eulithis aurantiodeleta
Eulithis aurantiodeleta là một loài bướm đêm trong họ Geometridae.